# Geocrinia
Geocrinia – rodzaj płazów bezogonowych z rodziny żółwinkowatych (Myobatrachidae).

## Zasięg występowania
Rodzaj obejmuje gatunki występujące w południowo-wschodniej i południowo-zachodniej Australii.

## Systematyka

### Etymologia
- Geocrinia: gr. γεω- geō- ziemny-, od γη gē „ziemia”; rodzaj Crinia Tschudi, 1838[2].
- Hesperocrinia: gr. ἑσπεριος hēsperios „zachodni, wieczorny”, od ἑσπερα hēspera „wieczór, zachód”; rodzaj Crinia Tschudi, 1838[3]. Gatunek typowy: Crinia leai Fletcher, 1898.

### Podział systematyczny
Do rodzaju należą następujące gatunki:
- Geocrinia laevis (Günther, 1864)
- Geocrinia leai (Fletcher, 1898)
- Geocrinia sparsiflora Parkin, Donnellan, Parkin, Shea & Rowley, 2023
- Geocrinia victoriana (Boulenger, 1888)